# ヴィックスバーグ (ミシシッピ州)
ヴィックスバーグ市（英:Vicksburg）は、アメリカ合衆国ミシシッピ州の都市。ウォーレン郡の郡庁所在地である。人口は2万1573人（2020年）。州都ジャクソンの西65kmに位置している。ミシシッピ川に面しており、対岸はルイジアナ州である。大規模な河川港があり、アメリカ陸軍工兵司令部のミシシッピ川師団が立地している。
ヴィックスバーグはウォーレン郡全体を包含するヴィックスバーグ都市圏の中核である。

## 歴史

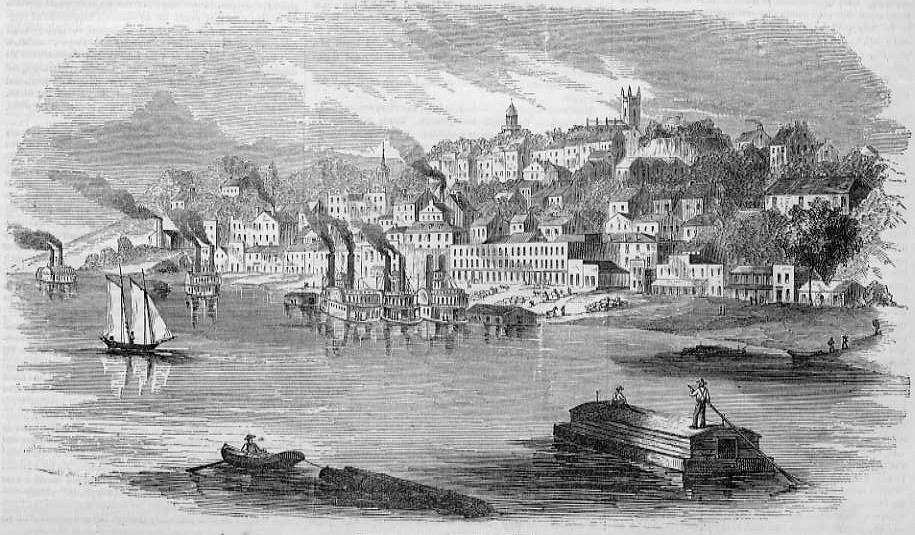
1855年のヴィックスバーグ

ヴィックスバーグの地域にはまずフランス人が入り、1719年、ヤズー川を見下ろす高い崖の上にサンピエール砦、今日のレッドウッドを建設した。しかし、先住民族が10年後にこの開拓地を殲滅した。1790年にスペイン人によってこの地に建設された軍事基地はノガレスと呼ばれたが、アメリカ人が1798年3月に占領したときにウォルナットヒルズ（スペイン語のノガレスはウォルナットの木という意味）と名前を変えた。
不規則に拡がった地域社会が発展して、1825年にヴィックスバーグとして公式に市制を布いた。この名前は、メソジストの牧師でアメリカ合衆国の独立について良心的拒否者ニューイット・ヴィックに因むものだった。南北戦争のとき、ここはビックスバーグの包囲戦の場所となり、北軍がミシシッピ川全体を支配するようになる重要な出来事となった。47日間に及ぶ包囲は市内の者を飢えさせて降伏に追い込むためのものであり、ミシシッピ川を見下ろす高い崖の上の陣地は北軍の攻撃にも十分耐えると分かったからだった。南軍ジョン・C・ペンバートン将軍は7月4日（独立記念日）に降伏することで降伏の条件が少しでも良くなると期待した。その日に兵士達に武器を置かせ、ユリシーズ・グラントや北軍の部隊が市内に入ることを認めた。ペンバートンは包囲戦中の自分の行動をその後悔やむことになった。ヴィックスバーグ市は第二次世界大戦中まで7月4日を祝うことは無かった。ヴィックスバーグの占領と時を同じくして、ゲティスバーグの戦いで南軍のロバート・E・リー将軍が敗れ、南北戦争の転回点となった。
ヴィックスバーグ市がミシシッピ川沿いにあるために、19世紀におけるその評価は川の驚異的な蒸気船の交通によっていた。1881年から1894年の間、ミシシッピ川に1859年から1898年まであった著名蒸気船会社アンカー・ラインは、「シティ・オブ・ヴィックスバーグ」号という蒸気船を運航した。1876年、ミシシッピ川洪水でヴィックスバーグを過ぎる大きな屈曲部が切り取られ、新しい水路を通ることが制限された。アメリカ陸軍工兵司令部が1903年にヤズー川の向きを古く浅くなった水路に変え、川岸を蘇らせた。西部への鉄道は渡しの蒸気船やフェリー・バージに頼っていたが、1929年に鉄道と高規格道路の複合橋が建設された。これはメンフィスとバトンルージュの間の唯一の鉄道橋であり、ナチェズとグリーンビルの間の唯一の道路橋だった。州間高速道路20号線の橋が1969年に架かり、貨物列車は今も古い橋を使っている。南北を結ぶ交通はミシシッピ川とアメリカ国道61号線に頼っている。

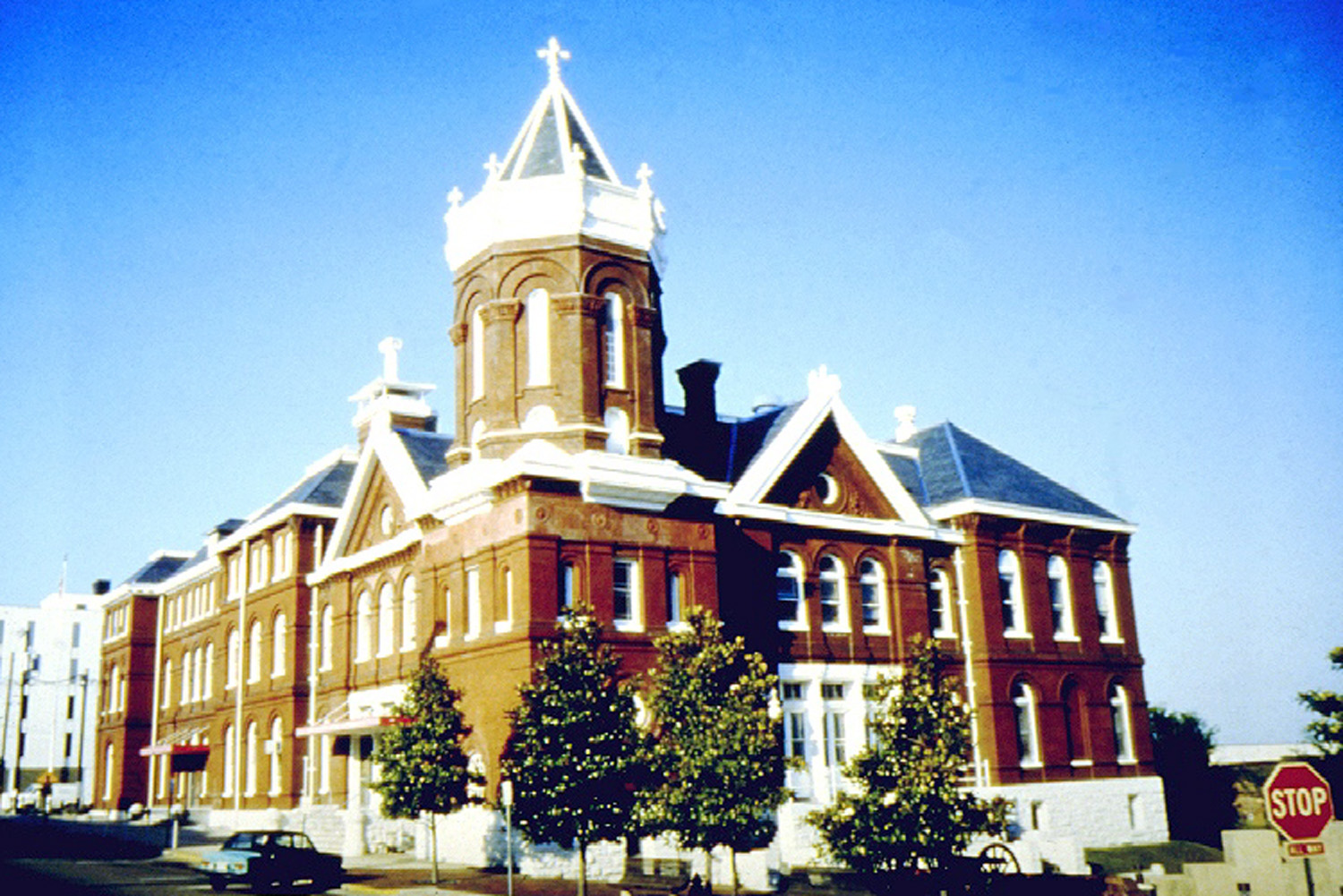
1894年のミシシッピ川コミッションビル

1894年3月12日、ソフトドリンクの人気商品コカ・コーラが、地元の菓子屋ジョセフ・ビーデンハーンによってヴィックスバーグで初めて瓶詰めされた。今日でも残っている19世紀のビーデンハーン・ソーダ瓶はコカコーラ記念品の収集家によって付加価値が付けられており、その菓子店はビーデンハーン・コカコーラ博物館となっている。
ヴィックスバーグは1927年のミシシッピ大洪水のときに避難民の主要な集合地点と一時的な住まいを提供した。この洪水はニューイングランドの面積にほぼ匹敵するミシシッピ・デルタを水没させた。この洪水によって、アメリカ陸軍工兵司令部の水路実験施設が設立され、主要な水力実験室となって川から守る手段を開発した。この施設は現在土木研究開発センターと呼ばれ、軍事工学、情報技術、環境工学、水力工学および地質工学の分野で機能している。

### 人種騒乱
ヴィックスバーグの歴史は多くの私刑を含む人種騒乱という傷が付き、1874年12月7日に起こったヴィックスバーグ虐殺では少なくとも50人の黒人住民が殺された。ある証言では、ヴィックスバーグやその周辺地域で最大300人の黒人が殺されたという。この殺人は白人がヴィックスバーグの選挙で選ばれた黒人役人を排除しようとした結果だった。ユリシーズ・グラント大統領は連邦軍をヴィックスバーグに送って暴動を鎮めさせた。
1875年のミシシッピ・プランはヴィックスバーグ虐殺の経験から起こった。この計画は黒人有権者を脅かすものであり、黒人を役人に選出しないようにした。

## 地理
ヴィックスバーグは北緯32℃20分10秒、西経90度52分31秒に位置する。アメリカ合衆国国勢調査局によれば、市域全面積は35.3平方マイル (98.32 km2)、このうち陸地は32.9平方マイル (85.2 km2)、水面は2.4平方マイル (6.2 km2)で水域率は6.78％である。ミシシッピ川とヤズー川の合流点にあたる。

## 人口動態

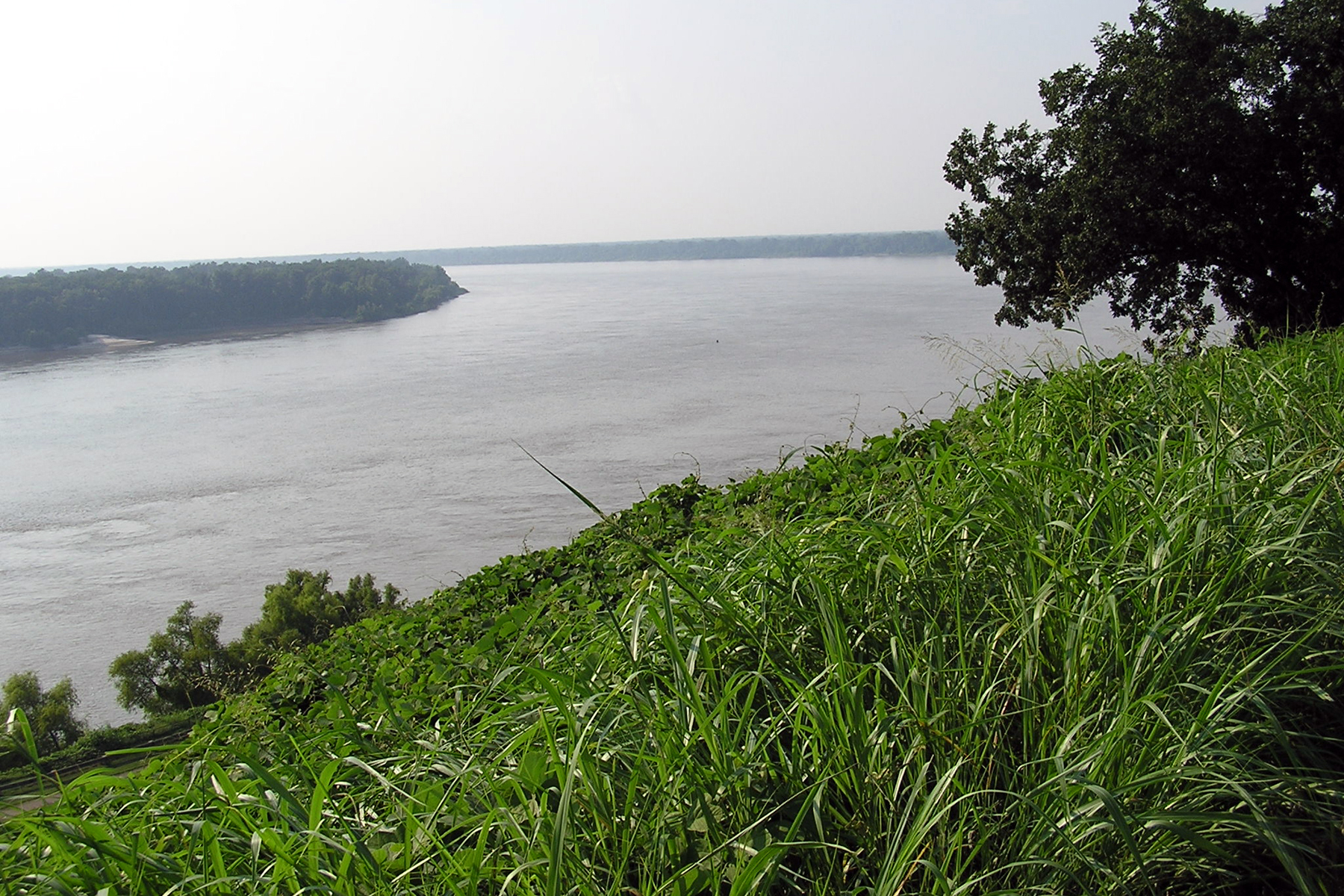
ヴィックスバーグから見たミシシッピ川

以下は2000年国勢調査による人口統計データである。
| 基礎データ - 人口: 26,407人 - 世帯数: 10,364世帯 - 家族数: 6,612家族 - 人口密度: 310.1人/km2（803.1人/mi2） - 住居数: 11,654軒 - 住居密度: 136.9軒/km2（354.4軒/mi2） 人種別人口構成 - 白人: 37.80% - アフリカン・アメリカン: 60.43% - ネイティブ・アメリカン: 0.15% - アジア人: 0.61% - 太平洋諸島系: 0.02% - その他の人種: 0.41% - 混血: 0.59% - ヒスパニック・ラテン系: 1.04% 年齢別人口構成 - 18歳未満: 28.4% - 18-24歳: 9.3% - 25-44歳: 27.9% - 45-64歳: 19.6% - 65歳以上: 14.8% - 年齢の中央値: 34歳 - 性比（女性100人あたり男性の人口） - 総人口: 82.9 - 18歳以上: 77.3 | 世帯と家族（対世帯数） - 18歳未満の子供がいる: 32.2% - 結婚・同居している夫婦: 34.9% - 未婚・離婚・死別女性が世帯主: 24.2% - 非家族世帯: 36.2% - 単身世帯: 32.0% - 65歳以上の老人1人暮らし: 13.6% - 平均構成人数 - 世帯: 2.49人 - 家族: 3.15人 収入と家計 - 収入の中央値 - 世帯: 28,466米ドル - 家族: 34,380米ドル - 性別 - 男性: 29,420米ドル - 女性: 20,728米ドル - 人口1人あたり収入: 16,174米ドル - 貧困線以下 - 対人口: 23.0% - 対家族数: 19.3% - 18歳未満: 34.8% - 65歳以上: 16.5% |

ヴィックスバーグには工兵隊の大きな施設が3つ有る。工学研究開発センター (ERDC)、ミシシッピ川地区本部、および ヴィックスバーグ地域本部である。

## 教育
ヴィックスバーグ市の教育はヴィックスバーグ・ウォーレン教育区、ヴィックスバーグ・カトリック学校（セントフランシス・ザビエル小学校とセントアロイシウス高校）およびポーターズ・チャペル・アカデミーが見ている。

## 大衆文化の中で
- ヴィックスバーグはベス・ヘンリーが書きピュリッツァー賞を受賞した戯曲『心の犯罪』(Crimes of the Heart)で言及されている。
- ローガン一家を巡る一連の書籍、例えば『Roll of Thunder, Hear My Cry』（1976年）やミルドレッド・テイラーによる『Let The Circle Be Unbroken』(1981年）にはヴィックスバーグが何度も出てくる。
- 『ダウン・アラウンド・ヴィックスバーグ』はバンドの「マウンテン」による同名のロックンロール・スタンダードで「ミシシッピ・クィーン」と歌手が会う場所である。
- 映画『O Brother, Where Art Thou?』の幾つかの場面はヴィックスバーグで撮影された。
- ヴィックスバーグにはマクレイブン・ハウスがあり、アメリカでも最も幽霊のよく出る家の一つと言われている。
- ヴィックスバーグは世界でも最も長寿番組のメロドラマ『丘の中の金』(Gold in the Hills)の舞台である。

## 著名な住人
- ウィリアム・ワート・アダムズ、南軍の士官でミシシッピ州議会議員[3]
- トミー・ビショップ、カントリー・ギター奏者、「ロカビリー」ギターのゴッドファーザー
- エリス・バークス、元大リーグ外野手
- チャールズ・バーネット、映画制作者
- オディア・コーツ、カントリー歌手
- ロッド・コールマン、アメリカン・フットボール、アトランタ・ファルコンズのデフェンシブ・タックル
- エバ・デイビス、古いヴィックスバーグ・コートハウスを保存し、博物館にした
- ジェファーソン・デイヴィス、米墨戦争の英雄、合衆国下院議員、上院議員、陸軍長官、アメリカ連合国大統領、ウォーレン郡ヴィックスバーグの南のミシシッピ川プランテーション「ブライアフィールド」に住んだ
- ウィリー・ディクスン、ブルース・ベース奏者、歌手、作詞家、制作者
- ジョン・"カヨ"・ドットリー、大学のオールアメリカンとプロのフットボール選手
- ブライアン・アラン・フォームビー、デルタ州立大学のために当初の「オクラ・マスコット」の衣装の制作者[4]
- ルイス・グリーン、アメリカン・フットボール、デンバー・ブロンコス、ラインバッカー
- ミルト・ヒントン、ジャズ・ベース奏者
- ジョセフ・ホルト、陸軍法務総監を最も長く務めた
- クリーブ・ラザム、全米大学入学相談協会の会長（1992年）、南部大学入学相談協会の会長（1988年）
- ジョージ・マコーネル、元ワイドスプレッド・パニック、クンズ・キングズおよびビーンランドのギター奏者
- マイケル・マイアーズ、アメリカン・フットボール、シンシナティ・ベンガルズ、デフェンシブ・タックル
- ビー・リチャーズ、アフリカ系アメリカ人映画およびテレビ女優
- フレデリック・ヘンリー・ソリーズ、ソリーズ・ホットタマルズ・フォー・52イヤーズの所有者かつ運営者、その特異なレシピの制作者
- テイラー・タンカースリー、大リーグ、フロリダ・マーリンズ、投手
- キャンダス・パーマーツリー・ワーギンズ、オンライン・マガジンのCurvyGirl.comとBombshells.comの発行者[5]
- デルモン・ヤング、大リーグ、ミネソタ・ツインズ、外野手
- ドミトリー・ヤング、大リーグ、ワシントン・ナショナルズ、一塁手

## 観光
- アンチュカの歴史的邸宅
- ビーデンハーン・コカコーラ博物館
- オールド・コートハウス博物館
- ミシシッピ川ツアー
- 砲艦カイロと博物館
- ヴィックスバーグ戦場博物館
- ヴィックスバーグ国立軍事公園
- ヴィックスバーグ・シアター・ギルド
- イェスタデイズ・チルドレン -- アンティーク人形と玩具の博物館